# Брет Гуревиц
Брет Гуревиц (енгл. Brett Gurewitz; рођен 12. маја, 1962), познат и као Мистер Брет (Mr. Brett) и Брет Рилиџн (Brett Religion), гитариста је и текстописац у бенду Bad Religion. Такође је и власник етикете Epitaph Records.
Bad Religion је основао 1979. године са Грегом Грефином, Џејом Зискрутом и Џејом Бентлијем, а први албум издали су 1981. Продуциирао је албуме за свој бенд Bad Religion као и албуме група које су издавале за Epitaph Records — NOFX, Rancid и Pennywise, између осталих. Заменио га је Брајан Бејкер 1994. године током Stranger Than Fiction турнеје, након чега је основао нови бенд — Daredevils, али се поново вратио у Bad Religion 2001, и већ следеће године са њима издао повратнички албум The Process of Belief.
Током 2003, Гуревиц је основао нови бенд по имену Error заједно са Атикусом Росом, Леополдом Росом и Грегом Пукијатом, али је и даље остао у свом матичном бенду за издавање албума из 2004. године — The Empire Strikes First као и за издавање следећег албума чије се издавање очекује крајем 2006/почетком 2007.
Брет тренутно живи у Холивуду, Калифорнија, са својом женом Ђином и двоје деце, Максом и Фридом.

## Албуми које је продуцирао
Година за годином и бенд за бендом:
- Bad Religion - Bad Religion (1981.)
- Bad Religion - How Could Hell Be Any Worse? (1982.)
- Bad Religion - Into the Unknown (1983.)
- Bad Religion - Back to the Known (1984.)
- The Seeing Eye Gods - The Seeing Eye Gods (1985.)
- Bad Religion - Suffer (1988.)
- L7 - L7 (1988.)
- NOFX - Liberal Animation (1988.)
- Bad Religion - No Control (1989.)
- NOFX - S&M Airlines (1989.)
- Bad Religion - Against the Grain (1900.)
- No Use for a Name - Incognito (1990.)
- Bad Religion - 80-85 (1991.)
- Down by Law - Down by Law (1991.)
- NOFX - Ribbed (1991.)
- Samiam - Soar (1991.)
- Bad Religion - Generator (1992.)
- Down by Law - Blue (1992.)
- Bad Religion - Recipe for Hate (1993.)
- Bad Religion - Stranger Than Fiction (1994.)
- Rancid - Let's Go (1994.)
- Bad Religion - All Ages (1995.)
- Pennywise - About Time (1995.)
- The Pietasters - Willis (1999.)
- H2O - F.T.T.W. (1999.)
- The Pietasters - Awesome Mix Tape vol. 6 (2000.)
- Millencolin - Pennybridge Pioneers (2000.)
- Rancid - Rancid (2001.)
- Bad Religion - The Process of Belief (2002.)
- Matchbook Romance - West For Wishing (2003.)
- Rancid - Indestructible (2003.)
- Bad Religion - The Empire Strikes First (2004.)
- The Matches - Decomposer (2006.)
- Greg Graffin - Cold as the Clay (2006.)
- Bad Religion - New Maps of Hell (2007.)
- Bad Religion - The Dissent of Man (2010.)